# Georges Dumas
Georges-Alphonse Dumas, född 6 mars 1866 i Lédignan, departementet Gard, död där 12 februari 1946, var en fransk läkare.  
Vid sidan av sina medicinska studier läste Dumas även psykologi och tog doktorsgraden i båda ämnena. Han blev tidigt agréé de philosophie, föreläste i psykologi och utnämndes till chef för det psykologiska laboratoriet vid medicinska fakulteten i Paris. För utmärkt arbete i båda ämnena premierades han både av Institut de France och av medicinska akademien. 
Dumas författade bland annat Tolstoi et la philosophie de l'amour (1893); Les États intellectuels dans la mélancolie (1894) Psychologie de deux messies positivistes: Auguste Comte et Saint-Simon (1905) och Le Sourire et l'expression des émotions (1906).